# Сјерж
Сјерж (фр. Cierges) насеље је и општина у североисточној Француској у региону Пикардија, у департману Ен (Пикардија) која припада префектури Шато Тјери.
По подацима из 2011. године у општини је живело 73 становника, а густина насељености је износила 8,88 становника/km². Општина се простире на површини од 8,22 km². Налази се на средњој надморској висини од 170 метара (максималној 226 m, а минималној 133 m).

## Демографија
| 1962. | 1968. | 1975. | 1982. | 1990. | 1999. | 2011. |
| ----- | ----- | ----- | ----- | ----- | ----- | ----- |
| 100   | 111   | 121   | 78    | 81    | 62    | 73    |

График промене броја становника у току последњих година